# Filip Kostić
Filip Kostić (in serbo Филип Костић?; IPA: [fǐlip kôstitɕ]; Kragujevac, 1º novembre 1992) è un calciatore serbo, centrocampista della Juventus e della nazionale serba.

## Caratteristiche tecniche
Di piede mancino, ha iniziato la propria carriera come ala sinistra per poi venire spostato nel ruolo di esterno di centrocampo a tutta fascia durante la sua militanza all'Eintracht Francoforte. Dotato di corsa, fiato e fisicità, è più incisivo nella fase offensiva che in quella difensiva riuscendo comunque ad essere un giocatore duttile, abile soprattutto nel fornire assist ai propri compagni di squadra. Può giocare anche come ala destra.

## Carriera

### Club

#### Gli inizi, l'arrivo in Germania
Ha giocato nella massima serie serba con il Radnički Kragujevac, per poi trasferirsi nella massima serie olandese al Groningen nel 2012.
Il 9 agosto 2014 viene ufficializzato il suo passaggio allo Stoccarda, con cui firma un contratto quinquennale. Con la retrocessione dello Stoccarda nella stagione 2015-2016 si aprono per lui le porte del mercato.
Nello stesso mercato viene quindi ceduto all'Amburgo, che alla sua seconda stagione in squadra retrocede in seconda divisione.

#### Eintracht Francoforte
Dopo aver espresso la propria volontà di lasciare il club, il 20 agosto 2018 si trasferisce in prestito biennale all'Eintracht Francoforte. Dopo una buona stagione con il club (che ha aiutato a raggiungere le semifinali di UEFA Europa League con 4 gol) viene riscattato il 17 maggio 2019 per 6 milioni di euro. Nell'annata 2019-2020 colleziona 51 presenze e 12 gol di cui 5 messi a segno in Europa League, migliorando il bottino sottorete della precedente edizione. La stagione seguente gioca solo in Bundesliga mettendo insieme 30 presenze, 4 gol e 17 assist.

#### Juventus e prestito al Fenerbahçe
Il 12 agosto 2022, viene ingaggiato dalla Juventus a titolo definitivo, sottoscrivendo un contratto quadriennale. Debutta tre giorni dopo alla prima di campionato, subentrando a Juan Cuadrado nel corso della vittoria interna contro il Sassuolo (3-0); una settimana più tardi, contro la Sampdoria, esordisce da titolare. Il successivo 6 settembre fa il suo debutto in UEFA Champions League, in occasione della sconfitta 2-1 sul campo del Paris Saint-Germain. Segna il suo primo gol in bianconero contro il Bologna il 2 ottobre, aprendo le marcature nella sfida di campionato vinta per 3-0. Dopo un avvio in sordina, nel prosieguo della stagione s'impone come un punto fermo nell'undici titolare dei torinesi, assurgendo inoltre a prolifico uomo-assist. Il 19 marzo 2023, sigla il gol decisivo della vittoria per 1-0 nel derby d'Italia contro l'Inter a San Siro. Lungo la sua prima stagione in maglia bianconera, colleziona 54 presenze, tre reti e 11 assist fra tutte le competizioni.
Nell'annata successiva, invece, totalizza 33 presenze e quattro assist fra campionato e Champions League.
Finito ai margini della rosa all'inizio della stagione 2024-2025, con l'arrivo del nuovo allenatore Thiago Motta, il 9 settembre 2024 viene ceduto in prestito annuale al Fenerbahçe, in Turchia.
Il 29 settembre debutta in Süper Lig - e con i giallorossi - nella vittoria esterna per 1-2 contro l'Antalyaspor. Nell'occasione dopo essere entrato nel corso del secondo tempo  posto di Alexander Djiku, risulta decisivo propiziando l'autorete che permette ai suoi di prevalere sugli avversari.

### Nazionale

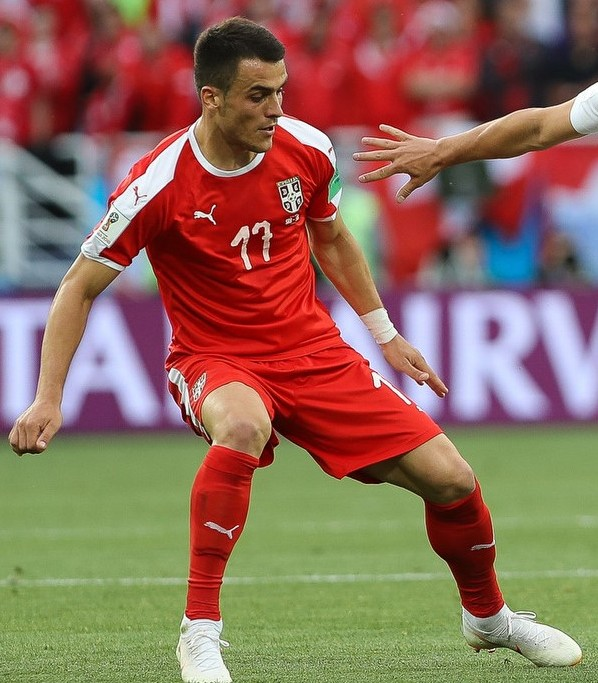
Kostić in nazionale al

Dopo aver giocato nelle nazionali giovanili serbe Under-19 ed Under-21 (con la quale nel 2015 ha anche partecipato ai campionati europei di categoria), dal 2015 viene stabilmente convocato in nazionale maggiore, con cui debutta il 7 giugno dello stesso anno nell'amichevole vinta per 4-1 sull'Azerbaigian. Il 5 settembre 2016 segna il suo primo gol con la selezione serba il 5 settembre 2016 nel interno per 2-2 contro l'Irlanda.
Viene poi convocato per il campionato mondiale del 2018, manifestazione giocata in Russia, in cui è sceso in campo in tutte e tre le partite della sua squadra, uscita al primo turno, figurando nell'undici iniziale nelle ultime due.
Nel novembre del 2022 viene incluso dal commissario tecnico Dragan Stojković nella rosa serba partecipante alla fase finale del mondiale in Qatar.

## Statistiche

### Presenze e reti nei club
Statistiche aggiornate al 1º luglio 2025.
| Stagione                     | Squadra                      | Campionato                   | Campionato | Campionato | Coppe nazionali | Coppe nazionali | Coppe nazionali | Coppe continentali | Coppe continentali | Coppe continentali | Altre coppe | Altre coppe | Altre coppe | Totale | Totale |
| Stagione                     | Squadra                      | Comp                         | Pres       | Reti       | Comp            | Pres            | Reti            | Comp               | Pres               | Reti               | Comp        | Pres        | Reti        | Pres   | Reti   |
| ---------------------------- | ---------------------------- | ---------------------------- | ---------- | ---------- | --------------- | --------------- | --------------- | ------------------ | ------------------ | ------------------ | ----------- | ----------- | ----------- | ------ | ------ |
| 2010-2011                    | Radnički Kragujevac          | PL                           | 30         | 2          | CS              | 0               | 0               | -                  | -                  | -                  | -           | -           | -           | 30     | 2      |
| 2011-2012                    | Radnički Kragujevac          | SL                           | 27         | 3          | CS              | 2               | 0               | -                  | -                  | -                  | -           | -           | -           | 29     | 3      |
| Totale Radnički Kragujevac   | Totale Radnički Kragujevac   | Totale Radnički Kragujevac   | 57         | 5          |                 | 2               | 0               |                    | -                  | -                  |             | -           | -           | 59     | 5      |
| 2012-2013                    | Groningen                    | ED                           | 5+2        | 0          | CO              | 0               | 0               | -                  | -                  | -                  | -           | -           | -           | 7      | 0      |
| 2013-2014                    | Groningen                    | ED                           | 34+4       | 9+2        | CO              | 3               | 1               | -                  | -                  | -                  | -           | -           | -           | 41     | 12     |
| lug.-ago. 2014               | Groningen                    | ED                           | 0          | 0          | CO              | 0               | 0               | UEL                | 2                  | 0                  | -           | -           | -           | 2      | 0      |
| Totale Groningen             | Totale Groningen             | Totale Groningen             | 39+6       | 9+2        |                 | 3               | 1               |                    | 2                  | 0                  |             | -           | -           | 50     | 12     |
| 2014-2015                    | Stoccarda                    | BL                           | 29         | 3          | CG              | 1               | 0               | -                  | -                  | -                  | -           | -           | -           | 30     | 3      |
| 2015-2016                    | Stoccarda                    | BL                           | 30         | 5          | CG              | 3               | 0               | -                  | -                  | -                  | -           | -           | -           | 33     | 5      |
| Totale Stoccarda             | Totale Stoccarda             | Totale Stoccarda             | 59         | 8          |                 | 4               | 0               |                    | -                  | -                  |             | -           | -           | 63     | 8      |
| 2016-2017                    | Amburgo                      | BL                           | 31         | 4          | CG              | 4               | 0               | -                  | -                  | -                  | -           | -           | -           | 35     | 4      |
| 2017-2018                    | Amburgo                      | BL                           | 30         | 5          | CG              | 0               | 0               | -                  | -                  | -                  | -           | -           | -           | 30     | 5      |
| Totale Amburgo               | Totale Amburgo               | Totale Amburgo               | 61         | 9          |                 | 4               | 0               |                    | -                  | -                  |             | -           | -           | 65     | 9      |
| 2018-2019                    | Eintracht Francoforte        | BL                           | 34         | 6          | CG              | 0               | 0               | UEL                | 12                 | 4                  | -           | -           | -           | 46     | 10     |
| 2019-2020                    | Eintracht Francoforte        | BL                           | 33         | 4          | CG              | 3               | 3               | UEL                | 15                 | 5                  | -           | -           | -           | 51     | 12     |
| 2020-2021                    | Eintracht Francoforte        | BL                           | 30         | 4          | CG              | 0               | 0               | -                  | -                  | -                  | -           | -           | -           | 30     | 4      |
| 2021-2022                    | Eintracht Francoforte        | BL                           | 31         | 4          | CG              | 0               | 0               | UEL                | 12                 | 3                  | -           | -           | -           | 43     | 7      |
| lug.-ago. 2022               | Eintracht Francoforte        | BL                           | 1          | 0          | CG              | 1               | 0               | UCL                | -                  | -                  | SU          | -           | -           | 2      | 0      |
| Totale Eintracht Francoforte | Totale Eintracht Francoforte | Totale Eintracht Francoforte | 129        | 18         |                 | 4               | 3               |                    | 39                 | 12                 |             | -           | -           | 172    | 33     |
| ago. 2022-2023               | Juventus                     | A                            | 37         | 3          | CI              | 3               | 0               | UCL+UEL            | 6+8                | 0                  | -           | -           | -           | 54     | 3      |
| 2023-2024                    | Juventus                     | A                            | 29         | 0          | CI              | 4               | 0               | -                  | -                  | -                  | -           | -           | -           | 33     | 0      |
| 2024-2025                    | Fenerbahçe                   | SL                           | 27         | 1          | TK              | 4               | 1               | UCL+UEL            | 0+4                | 0                  | -           | -           | -           | 35     | 2      |
| giu.-lug. 2025               | Juventus                     | A                            | -          | -          | CI              | -               | -               | UCL                | -                  | -                  | SI+Cmc      | 0+2         | 0           | 2      | 0      |
| Totale Juventus              | Totale Juventus              | Totale Juventus              | 66         | 3          |                 | 7               | 0               |                    | 14                 | 0                  |             | 2           | 0           | 89     | 3      |
| Totale carriera              | Totale carriera              | Totale carriera              | 444        | 55         |                 | 28              | 5               |                    | 59                 | 12                 |             | 2           | 0           | 534    | 72     |

### Cronologia presenze e reti in nazionale
| Cronologia completa delle presenze e delle reti in nazionale ― Serbia | Cronologia completa delle presenze e delle reti in nazionale ― Serbia | Cronologia completa delle presenze e delle reti in nazionale ― Serbia | Cronologia completa delle presenze e delle reti in nazionale ― Serbia | Cronologia completa delle presenze e delle reti in nazionale ― Serbia | Cronologia completa delle presenze e delle reti in nazionale ― Serbia | Cronologia completa delle presenze e delle reti in nazionale ― Serbia | Cronologia completa delle presenze e delle reti in nazionale ― Serbia |
| Data                                                                  | Città                                                                 | In casa                                                               | Risultato                                                             | Ospiti                                                                | Competizione                                                          | Reti                                                                  | Note                                                                  |
| --------------------------------------------------------------------- | --------------------------------------------------------------------- | --------------------------------------------------------------------- | --------------------------------------------------------------------- | --------------------------------------------------------------------- | --------------------------------------------------------------------- | --------------------------------------------------------------------- | --------------------------------------------------------------------- |
| 7-6-2015                                                              | Sankt Pölten                                                          | Serbia                                                                | 4 – 1                                                                 | Azerbaigian                                                           | Amichevole                                                            | -                                                                     | 56’                                                                   |
| 13-6-2015                                                             | Copenaghen                                                            | Danimarca                                                             | 2 – 0                                                                 | Serbia                                                                | Qual. Euro 2016                                                       | -                                                                     | 65’                                                                   |
| 4-9-2015                                                              | Novi Sad                                                              | Serbia                                                                | 2 – 0                                                                 | Armenia                                                               | Qual. Euro 2016                                                       | -                                                                     | 84’                                                                   |
| 7-9-2015                                                              | Bordeaux                                                              | Francia                                                               | 2 – 1                                                                 | Serbia                                                                | Amichevole                                                            | -                                                                     | 56’                                                                   |
| 13-11-2015                                                            | Ostrava                                                               | Rep. Ceca                                                             | 4 – 1                                                                 | Serbia                                                                | Amichevole                                                            | -                                                                     | 59’                                                                   |
| 23-3-2016                                                             | Poznań                                                                | Polonia                                                               | 1 – 0                                                                 | Serbia                                                                | Amichevole                                                            | -                                                                     | 78’                                                                   |
| 29-3-2016                                                             | Tallinn                                                               | Estonia                                                               | 0 – 1                                                                 | Serbia                                                                | Amichevole                                                            | -                                                                     | 75’                                                                   |
| 25-5-2016                                                             | Užice                                                                 | Serbia                                                                | 2 – 1                                                                 | Cipro                                                                 | Amichevole                                                            | -                                                                     | 46’                                                                   |
| 5-6-2016                                                              | Monaco                                                                | Serbia                                                                | 1 – 1                                                                 | Russia                                                                | Amichevole                                                            | -                                                                     | 79’                                                                   |
| 5-9-2016                                                              | Belgrado                                                              | Serbia                                                                | 2 – 2                                                                 | Irlanda                                                               | Qual. Mondiali 2018                                                   | 1                                                                     | 81’                                                                   |
| 6-10-2016                                                             | Chișinău                                                              | Moldavia                                                              | 0 – 3                                                                 | Serbia                                                                | Qual. Mondiali 2018                                                   | 1                                                                     | 69’                                                                   |
| 9-10-2016                                                             | Belgrado                                                              | Serbia                                                                | 3 – 2                                                                 | Austria                                                               | Qual. Mondiali 2018                                                   | -                                                                     | 65’                                                                   |
| 12-11-2016                                                            | Cardiff                                                               | Galles                                                                | 1 – 1                                                                 | Serbia                                                                | Qual. Mondiali 2018                                                   | -                                                                     | 70’                                                                   |
| 24-3-2017                                                             | Tbilisi                                                               | Georgia                                                               | 1 – 3                                                                 | Serbia                                                                | Qual. Mondiali 2018                                                   | -                                                                     | 81’                                                                   |
| 11-6-2017                                                             | Belgrado                                                              | Serbia                                                                | 1 – 1                                                                 | Galles                                                                | Qual. Mondiali 2018                                                   | -                                                                     | 67’                                                                   |
| 2-9-2017                                                              | Belgrado                                                              | Serbia                                                                | 3 – 0                                                                 | Moldavia                                                              | Qual. Mondiali 2018                                                   | -                                                                     |                                                                       |
| 5-9-2017                                                              | Dublino                                                               | Irlanda                                                               | 0 – 1                                                                 | Serbia                                                                | Qual. Mondiali 2018                                                   | -                                                                     | 72’                                                                   |
| 9-10-2017                                                             | Belgrado                                                              | Serbia                                                                | 1 – 0                                                                 | Georgia                                                               | Qual. Mondiali 2018                                                   | -                                                                     | 89’                                                                   |
| 10-11-2017                                                            | Canton                                                                | Cina                                                                  | 0 – 2                                                                 | Serbia                                                                | Amichevole                                                            | -                                                                     | 60’                                                                   |
| 23-3-2018                                                             | Torino                                                                | Serbia                                                                | 1 – 2                                                                 | Marocco                                                               | Amichevole                                                            | -                                                                     |                                                                       |
| 27-3-2018                                                             | Londra                                                                | Nigeria                                                               | 0 – 2                                                                 | Serbia                                                                | Amichevole                                                            | -                                                                     | 88’                                                                   |
| 4-6-2018                                                              | Graz                                                                  | Serbia                                                                | 0 – 1                                                                 | Cile                                                                  | Amichevole                                                            | -                                                                     | 64’                                                                   |
| 9-6-2018                                                              | Graz                                                                  | Serbia                                                                | 5 – 1                                                                 | Bolivia                                                               | Amichevole                                                            | -                                                                     |                                                                       |
| 16-6-2018                                                             | Samara                                                                | Costa Rica                                                            | 0 – 1                                                                 | Serbia                                                                | Mondiali 2018 - 1º turno                                              | -                                                                     | 70’                                                                   |
| 22-6-2018                                                             | Kaliningrad                                                           | Serbia                                                                | 1 – 2                                                                 | Svizzera                                                              | Mondiali 2018 - 1º turno                                              | -                                                                     | 64’                                                                   |
| 27-6-2018                                                             | Mosca                                                                 | Serbia                                                                | 0 – 2                                                                 | Brasile                                                               | Mondiali 2018 - 1º turno                                              | -                                                                     | 82’                                                                   |
| 7-9-2018                                                              | Vilnius                                                               | Lituania                                                              | 0 – 1                                                                 | Serbia                                                                | UEFA Nations League 2018-2019 - 1º turno                              | -                                                                     | 90’                                                                   |
| 10-9-2018                                                             | Belgrado                                                              | Serbia                                                                | 2 – 2                                                                 | Romania                                                               | UEFA Nations League 2018-2019 - 1º turno                              | -                                                                     | 63’                                                                   |
| 7-6-2019                                                              | Leopoli                                                               | Ucraina                                                               | 5 – 0                                                                 | Serbia                                                                | Qual. Euro 2020                                                       | -                                                                     |                                                                       |
| 10-6-2019                                                             | Belgrado                                                              | Serbia                                                                | 4 – 1                                                                 | Lituania                                                              | Qual. Euro 2020                                                       | -                                                                     | 71’                                                                   |
| 7-9-2019                                                              | Belgrado                                                              | Serbia                                                                | 2 – 4                                                                 | Portogallo                                                            | Qual. Euro 2020                                                       | -                                                                     | 83’                                                                   |
| 14-10-2019                                                            | Vilnius                                                               | Lituania                                                              | 1 – 2                                                                 | Serbia                                                                | Qual. Euro 2020                                                       | -                                                                     | 46’                                                                   |
| 3-9-2020                                                              | Mosca                                                                 | Russia                                                                | 3 – 1                                                                 | Serbia                                                                | UEFA Nations League 2020-2021 - 1º turno                              | -                                                                     |                                                                       |
| 6-9-2020                                                              | Belgrado                                                              | Serbia                                                                | 0 – 0                                                                 | Turchia                                                               | UEFA Nations League 2020-2021 - 1º turno                              | -                                                                     | 62’                                                                   |
| 12-11-2020                                                            | Belgrado                                                              | Serbia                                                                | 1 – 1 dts (4 – 5 dtr)                                                 | Scozia                                                                | Qual. Euro 2020                                                       | -                                                                     | 59’                                                                   |
| 24-3-2021                                                             | Belgrado                                                              | Serbia                                                                | 3 – 2                                                                 | Irlanda                                                               | Qual. Mondiali 2022                                                   | -                                                                     | 46’                                                                   |
| 27-3-2021                                                             | Belgrado                                                              | Serbia                                                                | 2 – 2                                                                 | Portogallo                                                            | Qual. Mondiali 2022                                                   | 1                                                                     | 72’                                                                   |
| 30-3-2021                                                             | Baku                                                                  | Azerbaigian                                                           | 1 – 2                                                                 | Serbia                                                                | Qual. Mondiali 2022                                                   | -                                                                     | 64’                                                                   |
| 4-9-2021                                                              | Belgrado                                                              | Serbia                                                                | 4 – 1                                                                 | Lussemburgo                                                           | Qual. Mondiali 2022                                                   | -                                                                     |                                                                       |
| 7-9-2021                                                              | Dublino                                                               | Irlanda                                                               | 1 – 1                                                                 | Serbia                                                                | Qual. Mondiali 2022                                                   | -                                                                     | 87’                                                                   |
| 9-10-2021                                                             | Lussemburgo                                                           | Lussemburgo                                                           | 0 – 1                                                                 | Serbia                                                                | Qual. Mondiali 2022                                                   | -                                                                     | 70’                                                                   |
| 12-10-2021                                                            | Belgrado                                                              | Serbia                                                                | 3 – 1                                                                 | Azerbaigian                                                           | Qual. Mondiali 2022                                                   | -                                                                     | 75’                                                                   |
| 14-11-2021                                                            | Lisbona                                                               | Portogallo                                                            | 1 – 2                                                                 | Serbia                                                                | Qual. Mondiali 2022                                                   | -                                                                     | 89’                                                                   |
| 24-3-2022                                                             | Budapest                                                              | Ungheria                                                              | 0 – 1                                                                 | Serbia                                                                | Amichevole                                                            | -                                                                     | 46’                                                                   |
| 29-3-2022                                                             | Copenaghen                                                            | Danimarca                                                             | 3 – 0                                                                 | Serbia                                                                | Amichevole                                                            | -                                                                     |                                                                       |
| 2-6-2022                                                              | Belgrado                                                              | Serbia                                                                | 0 – 1                                                                 | Norvegia                                                              | UEFA Nations League 2022-2023 - 1º turno                              | -                                                                     | 69’                                                                   |
| 9-6-2022                                                              | Solna                                                                 | Svezia                                                                | 0 – 1                                                                 | Serbia                                                                | UEFA Nations League 2022-2023 - 1º turno                              | -                                                                     | 63’                                                                   |
| 12-6-2022                                                             | Lubiana                                                               | Slovenia                                                              | 2 – 2                                                                 | Serbia                                                                | UEFA Nations League 2022-2023 - 1º turno                              | -                                                                     | 56’                                                                   |
| 24-9-2022                                                             | Belgrado                                                              | Serbia                                                                | 4 – 1                                                                 | Svezia                                                                | UEFA Nations League 2022-2023 - 1º turno                              | -                                                                     | 84’                                                                   |
| 27-9-2022                                                             | Oslo                                                                  | Norvegia                                                              | 0 – 2                                                                 | Serbia                                                                | UEFA Nations League 2022-2023 - 1º turno                              | -                                                                     | 50’ 72’                                                               |
| 28-11-2022                                                            | Al Wakrah                                                             | Camerun                                                               | 3 – 3                                                                 | Serbia                                                                | Mondiali 2022 - 1º turno                                              | -                                                                     | 90+2’                                                                 |
| 2-12-2022                                                             | Doha                                                                  | Serbia                                                                | 2 – 3                                                                 | Svizzera                                                              | Mondiali 2022 - 1º turno                                              | -                                                                     |                                                                       |
| 24-3-2023                                                             | Belgrado                                                              | Serbia                                                                | 2 – 0                                                                 | Lituania                                                              | Qual. Euro 2024                                                       | -                                                                     |                                                                       |
| 16-6-2023                                                             | Vienna                                                                | Serbia                                                                | 3 – 2                                                                 | Giordania                                                             | Amichevole                                                            | -                                                                     | cap. 46’                                                              |
| 20-6-2023                                                             | Razgrad                                                               | Bulgaria                                                              | 1 – 1                                                                 | Serbia                                                                | Qual. Euro 2024                                                       | -                                                                     | 71’                                                                   |
| 7-9-2023                                                              | Belgrado                                                              | Serbia                                                                | 1 – 2                                                                 | Ungheria                                                              | Qual. Euro 2024                                                       | -                                                                     | 46’                                                                   |
| 14-10-2023                                                            | Budapest                                                              | Ungheria                                                              | 2 – 1                                                                 | Serbia                                                                | Qual. Euro 2024                                                       | -                                                                     | 46’                                                                   |
| 17-10-2023                                                            | Belgrado                                                              | Serbia                                                                | 3 – 1                                                                 | Montenegro                                                            | Qual. Euro 2024                                                       | -                                                                     | 46’                                                                   |
| 15-11-2023                                                            | Lovanio                                                               | Belgio                                                                | 1 – 0                                                                 | Serbia                                                                | Amichevole                                                            | -                                                                     | 46’                                                                   |
| 19-11-2023                                                            | Leskovac                                                              | Serbia                                                                | 2 – 2                                                                 | Bulgaria                                                              | Qual. Euro 2024                                                       | -                                                                     | 85’                                                                   |
| 21-3-2024                                                             | Mosca                                                                 | Russia                                                                | 4 – 0                                                                 | Serbia                                                                | Amichevole                                                            | -                                                                     | 57’                                                                   |
| 25-3-2024                                                             | Larnaca                                                               | Cipro                                                                 | 0 – 1                                                                 | Serbia                                                                | Amichevole                                                            | -                                                                     | 63’                                                                   |
| 8-6-2024                                                              | Solna                                                                 | Svezia                                                                | 0 – 3                                                                 | Serbia                                                                | Amichevole                                                            | -                                                                     | 62’                                                                   |
| 16-6-2024                                                             | Gelsenkirchen                                                         | Serbia                                                                | 0 – 1                                                                 | Inghilterra                                                           | Euro 2024 - 1º turno                                                  | -                                                                     | 43’                                                                   |
| Totale                                                                |                                                                       | Presenze                                                              | 64                                                                    |                                                                       | Reti                                                                  | 3                                                                     |                                                                       |

## Palmarès

### Club

#### Competizioni nazionali
- Coppa Italia: 1

Juventus: 2023-2024

#### Competizioni internazionali
- UEFA Europa League: 1

Eintracht Francoforte: 2021-2022

### Individuale
- Squadra della stagione della UEFA Europa League: 2

2018-2019, 2021-2022
- Calciatore della stagione della UEFA Europa League: 1

2021-2022